# Miro montagnard
Petroica bivittata
Espèce
Statut de conservation UICN

 LC  : Préoccupation mineure
Le Miro montagnard (Petroica bivittata) est une espèce de passereau de la famille des Petroicidae.

## Répartition
Cet oiseau est endémique de Nouvelle-Guinée.

## Habitat
Il habite les zones humides de montagne en région tropicale et subtropicale.

## Sous-espèces
Selon Alan P. Peterson, il existe deux sous-espèces :
- Petroica bivittata bivittata De Vis, 1897 ;
- Petroica bivittata caudata Rand, 1940.

## Publication originale
- De Vis, 1897 : Description of a new bird of paradise from. British New Guinea. Ibis, ser. 7, vol. 3, p. 250-252